# Petter Jakob Bjerve
Petter Jakob Bjerve (* 27. September 1913 in Stjørdal, Nord-Trøndelag; † 12. Januar 2004 in Oslo) war ein norwegischer Sozialökonom und Politiker der Arbeiderpartiet, der unter anderem als Büroleiter im Finanzministerium kurz nach dem Zweiten Weltkrieg Norwegens ersten Staatshaushalt vorbereitete. Er war von 1949 bis 1980 Direktor des Zentralen Statistikbüros (Statistisk sentralbyrå) sowie zwischen 1960 und 1963 Minister für Finanzen und Zölle in der dritten Regierung Gerhardsen. Er fungierte zudem von 1965 bis 1967 als Vorsitzender der UN-Statistikkommission.

## Leben

### Studium, Universitätsassistent und Beamter des Finanzministeriums

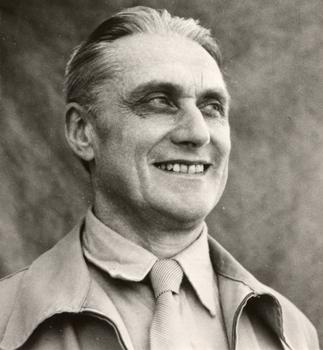
Bjerve gehörte 1935 zu den ersten Studenten von Ragnar Frisch im neuen Studiengang Sozialökonomie an der Universität Oslo.

Petter Jakob Bjerve, Sohn des Gutsbesitzers Petter Jakob Bjerve (1869–1928) und Kristine Arnstad (1870–1961), interessierte sich schon in jungen Jahren für soziale Themen und Politik. Sein älterer Bruder Peder Bjerve (1896–1988) war Politiker der Venstre und einige Jahre Bürgermeister von Stjørdal. Als Schüler des Orkdal Landsgymnas in den frühen 1930er Jahren war Bjerve Mitglied der sozialistischen Schüler- und Studentenorganisation Clarté und trat der Arbeiderpartiet bei. 1934 begann er ein Studium der Sozialökonomie an der Universität Oslo nach dem neuen Lehrplan von 1935, initiiert von Ragnar Frisch. Er sollte bald als einer der führenden Schüler im Kreis um Frisch wahrgenommen werden. „Bjerve hat studiert, um Professor zu werden“ (‚Bjerve studerte til professor‘), wie sein Freund und Kollege Odd Aukrust es hinterher ausdrückte. Die Studienzeit wurde zweimal unterbrochen: 1938–39, als er Student Fellow an der American University in Washington, D.C. war, und 1939–40, als er als Assistent des Instituts für Sozioökonomie (Sosialøkonomisk Institutt) an einem der frühen Versuche teilnahm, um ein nationales System volkswirtschaftlicher Gesamtrechnungen (Nasjonalregnskapet) in Norwegen aufzubauen. Er blieb nach Abschluss seines Studiums mit einem Cand. oecon. 1941 als Hilfslehrer für Ökonomische Theoriengeschichte am Institut für Sozioökonomie. Zugleich engagierte er sich zwischen 1941 und 1945 als Vorsitzender der Sozialökonomischen Gesellschaft (Sosialøkonomisk samfund). Nachdem die Universität Oslo durch die deutsche Besatzungsmacht im Zweiten Weltkrieg 1943 geschlossen worden war, arbeitete er bis Kriegsende 1945 als Sekretär beim Zentralen Statistikbüro SSB (Statistisk sentralbyrå).
1945 war Bjerve als Universitätsstipendiat bei Ragnar Frisch angestellt, verbrachte aber nicht viel Zeit an der Universität. Erik Brofoss wurde im November 1945 Finanzminister und investierte massiv in den Aufbau eines Umfelds für Finanzplanung und -politik in der Zentralverwaltung des Ministeriums. Infolgedessen wurde im Finanzministerium eine neue Abteilung für Geldpolitik eingerichtet, als deren Leiter Bjerve angestellt wurde. Hierfür wurde er von der Doktorandenstelle beurlaubt und wurde zu einer Schlüsselperson auf der Verwaltungsebene, unter anderem für die Entwicklung von Norwegens erstem Staatshaushalt. 1947 ging Bjerve zu einem erneuten Studienaufenthalt in die Vereinigten Staaten, diesmal als Forschungsstipendiat der Rockefeller-Stiftung.

### Direktor des Zentralen Statistikbüros 1949 bis 1980

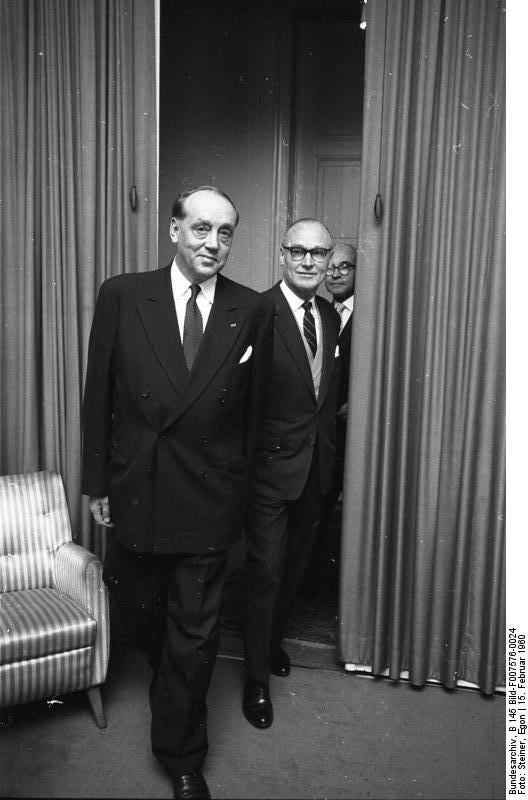
Als Nachfolger von Arne Skaug wurde Bjerve 1949 Direktor des Zentralen Statistikbüros (Statistisk sentralbyrå).

Petter Jakob Bjerve kehrte 1949 nach Norwegen zurück, um als Nachfolger von Arne Skaug die Position des Direktors des Zentralen Statistikbüros SSB zu übernehmen. Mit einigen Unterbrechungen, die wichtigste war die Beurlaubung als Finanzminister in den Jahren 1960 bis 1963, bekleidete er dieses Amt bis zu seinem Rücktritt 1980 und wurde daraufhin von Arne Øien abgelöst. Unter seiner Führung erfuhr das SSB tiefgreifende Veränderungen, sowohl im Umfang als auch in der Einzigartigkeit. Zunächst wurde die Forschung am SSB erheblich ausgebaut und ein besonderer Schwerpunkt auf die Wirtschaftsforschung gelegt. Eine separate Forschungsabteilung wurde 1950 eingerichtet. Im Mittelpunkt der frühen Forschungsarbeit standen die Entwicklung von volkswirtschaftlichen Gesamtrechnungen und Strukturübersichten der norwegischen Wirtschaft, die laufende Überwachung und Analyse von Konjunkturzyklen, ökonometrische Analysen und die Entwicklung quantifizierter Modelle zur Verwendung in der Wirtschaftspolitik. Durch diese Initiative wurde das Zentrale Statistikbüro zum wichtigen Anbieter von Grundlagen für die Wirtschaftsplanung in der Nachkriegszeit.
Trotz seines akademischen Hintergrunds und offensichtlicher wissenschaftlicher Ambitionen investierte das Statistisk sentralbyrå unter ihm auch stark in andere Bereiche als die Wirtschaftsforschung. Die volkswirtschaftlichen Gesamtrechnungen führten zu einer Vereinheitlichung und Koordinierung statistischer Kategorien. Dementsprechend wurde die Statistik in vielen anderen Bereichen vereinheitlicht und es wurde viel Arbeit in die Erstellung zentraler Firmen- und Personenregister investiert. Einer der Bereiche, der besonders von diesen Bemühungen profitierte, war die Bevölkerungsstatistik, die in Umfang, Spezifikation, Aktualität und Zuverlässigkeit erheblich verbessert wurde. Auch nach seiner Anstellung als Direktor des SSB behielt Bjerve ein hohes Maß an wissenschaftlicher Aktivität bei. 1954/55 war er als Gastprofessor an der Stanford University erneut in den Vereinigten Staaten und erhielt 1957 erneut ein Forschungsstipendiat der Rockefeller-Stiftung. Zu dieser Zeit arbeitete er an seiner späteren Doktorarbeit Planning in Norway 1947–1956. Die Dissertation wurde dann berufsbegleitend angefertigt, woraufhin er 1962 seine Promotion zum Dr. philos. abschloss.

### Finanzminister 1960 bis 1963, Rückkehr ins Zentrale Statistikbüro und weitere Funktionen

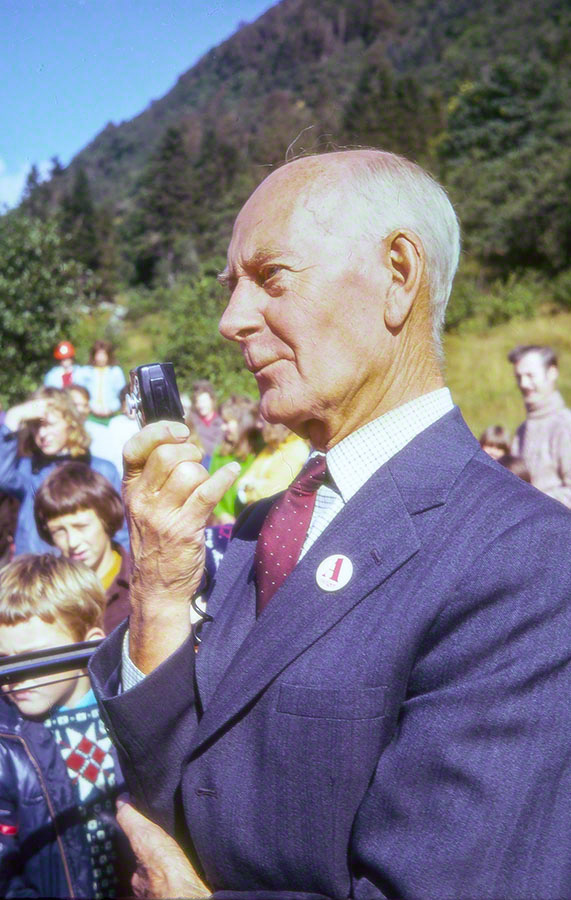
In der dritten Regierung von Ministerpräsident Einar Gerhardsen bekleidete Petter Jakob Bjerve von 1960 bis 1963 das Amt als Minister für Finanzen und Zölle.

Am 23. April 1960 übernahm Petter Jakob Bjerve in der dritten Regierung Gerhardsen als Nachfolger von Trygve Bratteli das Amt als Minister für Finanzen und Zölle (Statsråd, Finans- og tolldepartementet) und bekleidete dieses bis zum 4. Februar 1963, woraufhin Andreas Zeier Cappelen ihn ablöste.
Die Zeit als Finanzminister war zweifellos sein wichtigstes Amt neben der Position des Direktors des Zentralen Statistikbüros. Er übernahm das Finanzministerium nach Trygve Bratteli, der in den letzten Jahren starken Druck von verschiedenen Flügeln und Fraktionen in der Arbeiterpartei erfahren hatte. Neben seinem umfassenden Einblick in wirtschaftstheoretische, wirtschaftspolitische und geschäftspolitische Fragestellungen sprach vieles dafür, dass Bjerve gegenüber den Finanzministern vor ihm einen Vorteil hatte, da er keine weiteren politischen Ambitionen hatte. Dies erleichterte es, Forderungen nach Ausgabenerhöhungen für populäre Maßnahmen betriebswirtschaftliche Überlegungen voranzustellen.
Er machte sich dann auch einen Ruf als akribischer und hartnäckiger Finanzminister, und seine kompromisslose Haltung führte zu mehreren internen Spaltungen in der Regierung und bei Treffen mit der Fraktion der Partei. Sowohl als Administrator als auch als Wirtschaftsfachmann zeichnete sich Bjerve stets durch eine souveräne, natürliche Autorität und ein großes Selbstbewusstsein aus. Er hatte keine Angst davor, Entscheidungen zu treffen, selbst wenn sie schwierig waren und er scheute es nicht, Ansichten und Meinungen frei mit seinen Untergebenen zu diskutieren. Mitarbeiter, sowohl des Zentralen Statistikbüros als auch des Finanzministeriums, konnten wohl das Gefühl haben, dass Bjerve als Vorgesetzter auch Details berücksichtigen würde. Dies wurde jedoch mit Offenheit gegenüber den betreffenden Themen abgewogen, ohne die zuvor geäußerten Ansichten bloßzustellen. Er hatte von 1963 bis 1968 die Funktion als Vorsitzender des Vermögensverteilungsausschusses inne.
Bjerve wurde 1965 als Nachfolger von Donal McCarthy aus Irland Vorsitzender der UN-Statistikkommission und hatte dieses Amt bis 1967 inne, woraufhin Keith Archer aus Australien seine Nachfolge antrat. Er bekleidete von 1971 bis 1975 den Posten als Präsident des Internationalen Instituts für Statistik. Als Wirtschaftsexperte war er Mitglied zahlreicher norwegischer und internationaler Gremien und Berater der Regierungen von Pakistan (1968 bis 1969), Sri Lanka (1976 bis 1977), Bangladesch (1970er und 1980er Jahre) und Simbabwe (1984 bis 1986). Diese Tätigkeiten wurden maßgeblich durch sein Interesse an der internationalen wirtschaftlichen Zusammenarbeit im Allgemeinen und der Arbeit an der Standardisierung und Koordinierung von Statistiken im Besonderen sowie an Bevölkerungsfragen und Gemeinschaftsplanung in Entwicklungsländern initiiert. Er verfasste sowohl berufsorientierte als auch populärere Werke zu Bevölkerungs- und Entwicklungsfragen und trat früh als konsequenter Verfechter von Familienplanung und Geburtenkontrolle sowie für die Einführung von Methoden der Finanzplanung auf, die sich in Skandinavien bewährt hatten. Er fungierte zwischen 1972 und 1984 als Vorsitzender des Regierungsausschusses zur Untersuchung der Weltfruchtbarkeit sowie zwischen 1978 und 1979 auch als Vorsitzender des Ausschusses zur Bewertung der norwegischen Rentenpolitik.
Er war verheiratet mit Rannveig Bremer (* 1922), Tochter von Professor Anders H. Bremer (1889–1983) und Anna Bjørkum (1892–1968).

## Veröffentlichungen
- Hva krigen kostet Norge, Mitautor Odd Aukrust, Oslo 1945
- Sysselsettingsproblemet i de nærmeste årene framover. Arbeidsdirektoratet. Arbeidsmarkedet. Særutredning, Oslo 1946
- Government economic planning and control in Scandinavia, Oslo 1949
- Interpretation of deviations between national budgets and national accounts for Norway, Stockholm 1957
- Formuesfordelingskomiteen 1963. Innstilling, Oslo 1968
- Kva hendte i Norge i 1970-åra – konjunkturpolitisk? Sosialøkonomen, 1981
- Teori og praksis. Om det norske planleggingssystemet etter krigen, Sosialøkonomen, Oslo 1984
- Økonomi, befolkningsspørsmål og statistikk. Utvalgte arbeider av Petter Jacob Bjerve, Oslo-Kongsvinger 1985
- Trygve Haavelmo i økonomisk politikk, Oslo 1989
- Det norske krigshushaldet, Oslo 1990
- Ein tidleg freistnad på teknisk utviklingshjelp, Oslo 1990
- International Cooperation on Statistics, Oslo 1991
- Korfor fekk vi nasjonalbudsjettet, Oslo 1991
- Feilslegen politikk?: analyse og vurdering av den makroøkonomiske politikken i 1986–1992, Oslo 1993
- Innverknaden frå Ragnar Frisch på norsk makroøkonomisk planlegging og politikk, Oslo 1996
- The influence of Ragnar Frisch on macroeconomic planning and policy in Norway, Oslo 1996
- Røynsler frå rådgjeving i utviklingsland, Oslo 1996
- Contributions of Ragnar Frisch to national accounting, Oslo 1996
- Nasjonalbudsjettet 50 år, Oslo 1997
- Befolkningskommisjonen gjennom 50 år, Mitautor Helge Brunborg, Oslo 1998

in deutscher Sprache
- Ziele und Mittel der norwegischen Kreditpolitik, Kiel Institut für Weltwirtschaft, 1963